# Museo Regional de Casma "Max Uhle"
El Museo Regional de Casma "Max Uhle" es un museo peruano, que está situado en el distrito de Casma de la provincia homónima en el departamento de Áncash. Fue inaugurado el 25 de agosto de 1984. Está ubicado en el complejo arqueológico Sechín. El museo alberga cerámicas de la cultura Chavín, Wari, Chimú.